# Kalidou Cissokho
Kalidou Cissokho (Dakar, 1978. augusztus 28. –) szenegáli válogatott labdarúgó.

## Fordítás
- Ez a szócikk részben vagy egészben  a   Kalidou Cissokho című angol Wikipédia-szócikk fordításán alapul.  Az eredeti cikk szerkesztőit annak laptörténete sorolja fel. Ez a jelzés csupán a megfogalmazás eredetét és a szerzői jogokat jelzi, nem szolgál a cikkben szereplő információk forrásmegjelöléseként.